# Rabí Hiya
El rabí Hiya era originari de Babilònia, de la ciutat de Kapri, i descendia de la família de Ximmi, un germà del Rei David.

## Biografia
Hiya va emigrar de jove a Palestina, i va estudiar a la ieixivà del rabí Yehuda ha-Nassí (el príncep), a la ciutat de Seforis. Amb el temps es va engrandir en el coneixement de la Torà, i com deixeble va arribar a ser company d'estudi del rabí Yehuda ha-Nassí. Gaudia de la seva estima general, i el rabí Yehuda ha-Nassí deia sobre ell: "grans són els fets del rabí Hiya". Al mateix temps que era un gran savi de la Torà, s'ocupava dels seus negocis.
El rabí Hiya, és el autor de la Tosefta, un recopilació de lleis que no van ser incloses a la Mixnà del rabí Yehuda ha-Nassí. Hiya, va dedicar tota la seva vida a ensenyar la Torà als nens d'Israel, viatjava constantment a aquells poblats a on no hi havia professors, per tal d'ensenyar la llei.
El Talmud ens relata de quina forma organitzava el rabí Hiya les seves activitats: sembrava lli, amb el qual formava xarxes. Amb aquestes xarxes de lli caçava gaseles, les degollava, distribuïa la seva carn als orfes, i del cuir, en feia pergamins, amb els que escrivia els cinc llibres de la Torà.
A cada població on no hi havia professors, Hiya prenia a cinc nens, i els ensenyava un llibre de la Torà a cadascun. Al seu torn cada alumne ben preparat, prenia a càrrec seu a uns altres cinc nens de la seva mateixa població, i els ensenyava la Torà. Així la Torà va ser propagada per tota la Terra d'Israel.
El rabí Hiya va morir després de la defunció del rabí Yehuda ha-Nassí (el príncep), i va ser enterrat a Galilea. Degut a la seva santedat, tot el poble venia a pregar davant de la seva tomba.